# David Söderberg
Pour les articles homonymes, voir Söderberg.
David Söderberg (né le 11 août 1979 à Vörå) est un athlète finlandais, spécialiste du lancer de marteau.
Son meilleur lancer est de 78,83 m, obtenu à Lahti en juillet 2003, la même année où il remporte la médaille de bronze lors des Universiades de Daegu. Il participe aux Jeux olympiques de 2004 sans atteindre la finale. Il termine 8e des Championnats d'Europe d'athlétisme 2014 à Zurich, en 76,55 m.